# 宇野茂兵衛
宇野 茂兵衛（うの もへえ、1887年〈明治20年〉1月22日 - 没年不明）は、日本の実業家。宇野製粉所代表社員。関西製鋼監査役。族籍は大阪府平民。

## 人物
大阪府平民・宇野庄壽計の長男。1900年3月、家督を相続する。会社の重役である。住所は大阪府泉南郡貝塚町（現・貝塚市）。

## 家族・親族
宇野家
貝塚市北町の宇野家はもと貝塚鋳物師（いもじ）である金屋長右衛門（かなやちょうえもん）家の分家で、代々「茂兵衛」を名乗り、製粉業を営んでいた。1887年ごろに長右衛門家の鋳物業を引き継いだ。宇野家住宅は登録有形文化財である。
- 父・庄壽計[1]
- 妻・ミツ（1892年 - ?、大阪、鳥居伊平の長女）[1]
- 男・貞之助（1914年 - ?）[1]
- 長女[1]

親戚
- 宇野藤吉[4]（雑貨商、貝塚紡織相談役）